# Juan Araujo
Juan Araujo Pino (La Carolina, Jaén, España, 24 de noviembre de 1920 — Sevilla, España, 4 de noviembre de 2002) fue un futbolista español. Jugaba como delantero y su primer club fue el Xerez F. C.

## Trayectoria
Comenzó su carrera jugando en el equipo aficionado del Sevilla, para pasar en 1943 al Xerez F. C. en calidad de cedido, logrando dos trofeos pichichi en segunda división. Dos años después regresó al Sevilla, con el que se proclamó campeón de Liga en la temporada 1945/46, siendo un gol suyo el que dio el título al Sevilla sobre el Barcelona. Dos años después, se proclamó campeón de la Copa del Generalísimo. Estuvo en el club hasta 1956, por once años seguidos en los que disputó 210 partidos de Liga y marcó 136 goles. Tras su etapa en el club hispalense se fue al Córdoba C. F., donde jugó hasta el año 1957. Su última etapa como profesional la pasó en el Xerez, equipo en el que se retiró en 1958.
Una leyenda cuenta que en 1965 cuando Juan Araújo "perdió" a su hijo tras una larga enfermedad. El exfutbolista, que era muy devoto del Cristo del Gran Poder, le pidió en repetidas ocasiones que curara a su hijo, sin embargo, sus plegarias no se cumplieron y, tras su muerte, el padre roto de dolor, renegó de su fe y le dijo al Gran Poder que nunca más volvería a su iglesia, tan sólo lo vería si el Señor de Sevilla iba a visitarlo a su casa.
Justo en este mismo año se protagonizaron en Sevilla lo conocido como las Misiones Populares, es decir, actos en los que varias imágenes de la Semana Santa salían del casco histórico para hacer un recorrido a lo largo de toda la ciudad. Concretamente al Cristo del Gran Poder le correspondió la zona de Nervión donde Araújo había montado un taller. Cuando llegó el día de la procesión la lluvia sorprendió a la cofradía y tuvieron que buscar rápidamente un sitio en el que refugiar el Cristo.
En un primer momento se dirigieron a la iglesia más cercana pero al llegar, ésta estaba cerrada. Al ver la nave del local de Araújo abierta, llamaron a la puerta del local con el fin de buscar cobijo. Cuando Araújo abrió, encontró al Cristo del Gran Poder en la puerta, y cayó arrodillado el suelo y sorprendido a la vez que arrepentido por su desafío.
(Fuente "La antigua Sevilla") Esta leyenda quedó desmentida por el propio Juan Araujo, que dijo que era falsa, ya que su hijo ni murió ni estaba en el taller, sino que estaba cargando el Gran poder.
Estaba en posesión de la medalla al Mérito Deportivo.

## Clubes
| Club          | País   | Año       |
| ------------- | ------ | --------- |
| Xerez F. C.   | España | 1943-1945 |
| Sevilla F. C. | España | 1945-1956 |
| Córdoba C. F. | España | 1956-1957 |
| Xerez C. D.   | España | 1957-1958 |

## Palmarés

### Campeonatos nacionales
| Título                | Club          | Lugar  | Año  |
| --------------------- | ------------- | ------ | ---- |
| Liga española         | Sevilla F. C. | España | 1946 |
| Copa del Generalísimo | Sevilla F. C. | España | 1948 |